# 朝九晚五
朝九晚五在文字上的意思是早上九時、下午五時，現在通常用在描述工作的時間，由早上的九時開始工作，直至下午的五時下班，同時也是美國標準企業工作時間，一星期則需上班五天，一共40小時。
朝九晚五這種現象最早出現在1867年的伊利诺伊州，到1926年美國工業船長和商業巨頭亨利·福特受到美國工會影響，他為此為員工制定了八小時工作安排，至1938年美國總統富蘭克林·羅斯福通過了公平勞工標準法案，該現象才在美國各地開始發生。

## 其它
即使朝九晚五的文化傳到不同的地方，有很多企業為了以最少的成本獲得最大的利益，尤其在華人世界當中，工作期間穿插的一段一小時午膳時間會不被計入工作時段當中，換言之就是不付薪水的休息時間，因此變了朝九晚六、朝八晚五等，更不良的公司會將午膳時間延長至1.5小時，則變成朝九晚六半、朝八晚五半；餐飲業則會大幅延長休息時間，正所謂二頭班，變相將職員綁在公司裡。

## 相關作品
- 朝九晚五 (電影)：美國1980年電影Nine to Five的香港譯名
- 在兩首歌中，「9 to 5」成為歌曲名稱：
  - 9 to 5（英语：9 to 5 (Dolly Parton song)），作者：桃麗·芭頓
  - 9 to 5（英语：9 to 5 (Sheena Easton song)） ，作者：Sheena Easton。另在北美洲發行時，另有標題「Morning Train (9 to 5)」。
- 香港歌手容祖兒的一隻廣東大碟名為《Nin9 2 5ive》。